# Chozas de Canales
Chozas de Canales település Spanyolországban, Toledo tartományban. Chozas de Canales El Viso de San Juan, Palomeque, Lominchar, Recas, Camarena és Casarrubios del Monte községekkel határos. Lakosainak száma 4887 fő (2024).

## Népesség
A település népessége az utóbbi években az alábbiak szerint változott:
| Lakosok száma | 1078 | 1613 | 2615 | 3851 | 4104 | 3786 | 3760 | 3966 | 4523 | 4887 |
|               | 2001 | 2004 | 2007 | 2009 | 2012 | 2014 | 2017 | 2019 | 2022 | 2024 |